# NGC 3027
NGC 3027 este o galaxie spirală situată în constelația Ursa Mare. A fost descoperită în 3 aprilie 1785 de către William Herschel. Se află la o distanță de 16,52 megaparseci de Pământ.